# Drombus kranjiensis
 Drombus kranjiensis es una especie de peces de la familia de los Gobiidae en el orden de los Perciformes.

## Morfología
Los machos pueden llegar a alcanzar los 3 cm de longitud total.

## Hábitat
Es un pez de clima tropical y demersal.

## Distribución geográfica
Se encuentra en Singapur e Indonesia.